# 小行星2027
小行星2027（2027 Shen Guo）是以中國宋代的歷史人物沈括命名的小行星。

## 概述
小行星2027是由紫金山天文台於1964年11月9日發現的。

## 基本參數
- 名稱: 2027 沈括 (1964 VR1)

### 軌道根數
- 日期: 2453200.5 (中國時間2004年7月14日08時00分00秒，曆書時)
- 偏心率: 0.0998395
- 升交點黃經: 55.33906°
- 軌道半徑: 3.0186163天文單位
- 公轉週期: 5.2447地球年
- 近日點日距: 2.7172392天文單位
- 近日點角距: 356.29755°
- 黃經平均變化率: 0.187928°/天
- 近日點日期: 2452095.3617162 (中國時間2001年7月5日04時40分52秒，曆書時)
- 軌道傾角: 11.02578°
- 遠日點日距: 3.31999344天文單位

## 請參見
- 與華人有關的小行星列表
- 中國
- 宋朝
- 沈括